# توني مارتينيز
توني مارتينيز (بالإسبانية: Toni Martínez)‏ (1 يناير 1997 مرسية إسبانيا - ) هو لاعب كرة قدم إسباني يلعب كمهاجم.

## روابط خارجية
- توني مارتينيز على موقع الاتحاد الأوربي (الإنجليزية)
- توني مارتينيز على موقع قاعدة بيانات كرة القدم.إي يو (الإنجليزية)
- توني مارتينيز على موقع Soccerway.com (الإنجليزية)
- توني مارتينيز على موقع AS.com (الإسبانية)